# 청보 핀토스의 선수 목록
다음은 KBO 리그 청보 핀토스의 연도별 선수 명단이다.
명단에는 1군 경기에서 단 한 경기라도 뛴 선수들이 포함되어 있다.

## 포지션별 주전
- 각 포지션별로 해당 시즌 가장 많은 경기에 출장한 선수들 명단이다. (투수의 경우는 최다승 선수)

| 연도   | 투수   | 포수   | 1루수  | 2루수  | 3루수  | 유격수 | 우익수 | 중견수 | 좌익수 | 지명타자 |
| 1985년 | 장명부 | 김진우 | 김정수 | 정구선 | 이선웅 | 권두조 | 정구왕 | 양승관 | 김우근 |          |
| 1986년 | 김신부 | 김진우 | 권두조 | 정구선 |        | 권두조 | 김경남 | 양승관 | 우경하 |          |
| 1987년 | 양상문 | 김동기 | 김바위 | 정진호 | 이선웅 | 권두조 | 정현발 | 김윤환 | 이광근 | 이해창   |

## 전체 명단
1985년
- 투수: 정은배, 최계훈, 정성만, 장명부, 김재현, 신태중, 감사용, 인호봉, 박정후, 오문현

- 포수: 금광옥, 김진우, 김호근, 박명운

- 1루수: 김정수, 조흥운

- 2루수: 정구선, 김바위, 장정기

- 유격수: 권두조

- 3루수: 이선웅, 이영구

- 좌익수: 양승관

- 중견수: 김우근, 우경하

- 우익수: 정구왕

- 지명타자: 김명성, 양후승, 정문섭, 김경남, 김무관, 김유동, 이병억, 최재은

1986년
- 투수: 김신부, 김기태, 최계훈, 조병천, 김봉근, 신태중, 이우상, 정은배, 정선두, 김정수, 천성호, 김상기, 강철원, 김재현, 정성만

- 포수: 김동기, 금광옥, 신성철

- 1루수: 조흥운, 이철성, 권두조

- 2루수: 김바위, 양후승, 김정수

- 유격수: 김경갑, 김경남

- 3루수: 우경하, 이병억, 고광수, 오덕환, 이선웅

- 좌익수: 양승관

- 중견수: 정구왕

- 우익수: 정구선

- 지명타자: 김진우, 김영균, 최광묵, 이광근, 김명성

1987년
- 투수: 양상문, 임호균, 김신부, 배경환, 김봉근, 조병천, 정은배, 정선두, 최창호, 김상기, 이상훈, 이진우, 이동수

- 포수: 김동기, 김진우, 금광옥

- 1루수: 권두조, 김근석

- 2루수: 김바위, 김경남

- 유격수: 이해창

- 3루수: 이선웅, 고광수, 김경갑

- 좌익수: 김윤환

- 중견수: 이광근, 양승관

- 우익수: 정현발, 이연수

- 지명타자: 양후승, 김영균, 김한조, 정진호, 김진근, 오덕환

### 투수
| 1985년 | 1986년 | 1987년                        |
| 감사용 |        |                               |
|        | 강철원 |                               |
|        |        | 양상문 (선발 투수/ 12승 13패) |
| 장명부 |        |                               |

### 내야수
| 1985년 | 1986년 | 1987년 |
| 정구선 | 정구선 |        |

### 외야수
| 1985년 | 1986년 | 1987년 |
| 양승관 | 양승관 | 양승관 |